# Nicholas Sprenger
Nicholas Sprenger (* 14. Mai 1985 in Brisbane, Queensland) ist ein australischer Schwimmer, er ist spezialisiert auf die mittleren Freistildistanzen.
Zu Beginn seiner Karriere trainierte Sprenger in einer Trainingsgruppe mit Ian Thorpe und Grant Hackett. Nachdem er bei den Australischen Meisterschaften 2003 den dritten Platz über 200 m Freistil belegt hatte, wurde er für das australische Nationalteam für die Weltmeisterschaft 2003 nominiert. Dort startete er in der 4 × 200-m-Freistilstaffel, die die Goldmedaille gewann.
Ein Jahr später bei den Olympischen Spielen in Athen gewann er, gemeinsam mit Thorpe, Hackett und Michael Klim, Silber in der 4 × 200-m-Freistilstaffel.
Nachdem 2005 Thorpe nach den Olympischen Spielen eine Pause angekündigt hatte, war Sprenger die Nummer 2 über 200 m in Australien hinter Hackett. Im selben Jahr hatte er einen leichten Autounfall, der seine Vorbereitung auf die Weltmeisterschaft störte. Trotz dieser Komplikationen schwamm Sprenger sowohl über 200 m als auch über 400 m Freistil persönliche Bestzeiten und wurde über 200 m Fünfter. Außerdem gewann er mit der australischen 4 × 200-m-Freistilstaffel Bronze.
Im Jahr 2006 konnte Sprenger aufgrund eines hartnäckigen Virus nicht an nationalen und internationalen Titelkämpfen teilnehmen.
Sein Cousin Christian Sprenger ist ebenfalls Schwimmer im australischen Nationalteam.

## Steckbrief
- Klub: St Peters Western
- Größe: 190 cm
- Gewicht: 80 kg
- Trainer: Michael Bohl